# MUSIC HAMMER
『MUSIC HAMMER』（ミュージックハンマー）は、フジテレビ系列で1998年4月18日から2000年3月26日まで放送されていた音楽番組。

## 概要
毎回ゲストを迎え、そのゲストの足跡をつづったVTR放映やトークと、番組が独自に集計した通信カラオケ、CD売り上げ、レンタルに加えて毎週インターネットの公式サイトから番組に寄せられるリクエストからなるランキング紹介がメイン（リクエストランキングはTHE ALFEEファンの組織票が毎週かなり効いており、ほぼ毎週THE ALFEEの曲が1位となっていた。後期にはpool bit boysの曲もよく1位になっていた）。
毎週総合チャート1位のアーティストに総合司会の所ジョージが自作の「お祝いの歌」を贈っていた。所以外にも1999年9月19日放送では篠原ともえ、10月3日放送では坂崎幸之助（THE ALFEE）、10月17日放送では番組プロデューサーの水口昌彦、10月24日放送では同じく番組プロデューサーのきくち伸が「お祝いの歌」を贈った。また、1999年3月28日の放送では「お祝いの歌」は歌われず、 当時盲腸で入院中だった某歌手に所が「盲腸の歌」を贈っていた。1999年4月4日の放送では「お祝いの歌」の代わりに所の持ち歌「昔の車で乗ってます」が歌われた。
1998年9月16日に番組から誕生した楽曲を収録した企画CDシングル『「ミュージック・ハンマー」オリジナルサウンドトラック“トンカチ”』がリリースされた。
1998年10月には放送時間帯が土曜夕方から日曜昼へ移動した。
2000年3月で番組は終了し、4月からは水曜日バラパラ枠で新番組『Music Museum』として新装開店、2001年3月まで放送された（詳細は同番組の項を参照）。

## 出演者
- 所ジョージ（MC）
- 坂崎幸之助（THE ALFEE、進行）
- 篠原ともえ（同上）

## 放送時間
- 1998年4月 - 9月：土曜日 18:30 - 19:00
- 1998年10月 - 2000年3月：日曜日 13:30 - 14:00

なお、本番組はローカルセールス枠だったため、地域によっては遅れネット、或いは放送されない場合もあった（#ネット局も参照）。

## 本番組から「お祝いの歌」が贈られたアーティスト
- Kiroro
- KinKi Kids
- GLAY
- MY LITTLE LOVER
- the brilliant green
- SPEED
- ポケットビスケッツ
- モーニング娘。
- Mr.Children
- ブラックビスケッツ
- Something ELse
- 安室奈美恵
- 速水けんたろう、茂森あゆみ、ひまわりキッズ、だんご合唱団
- L'Arc〜en〜Ciel
- 宇多田ヒカル
- B'z
- 鈴木あみ
- Hysteric Blue
- プッチモニ
- 福山雅治
- サザンオールスターズ

## スタッフ
- ナレーション：山崎優
- ブレーン：谷口秀一
- 構成：小笠原英樹、石川あつき、土屋禎之、石崎典夫、佐藤紋子
- 美術制作：石鍋伸一朗
- デザイン：雫石洋治
- 美術進行：石川利久
- 大道具：塩山勝之
- 装飾：中村俊介
- 電飾：蕨野弘
- アクリル装飾：太田浩
- メイク：飯田あゆみ
- 技術プロデューサー：長滝淳子
- TD・SW：岩沢忠夫
- カメラ：宮崎健司
- VE：宮澤利典
- 音声：本間祥吾
- 照明：本沢啓史
- 編集：宮田憲司（IMAGICA）
- MA：指田高史（IMAGICA）
- ペイント：菊池大介（IMAGICA）
- TK：石井成子
- 音響効果：川端智之・古屋暢（いずれも4-Legs）
- チャートシステム：高橋麻里
- チャートCG：Digital AID
- タイトルCG：松本幸也（orb）
- 技術協力：ニユーテレス、FLT
- カーコーディネート：VIPS
- ディレクター：城間康男、菅野貴志・須藤勝（いずれもBEE BRAIN）、仮屋隆典（CONTROL）、清水宏泰、神原孝、松井信樹
- プロデューサー：きくち伸
- プロデューサー・演出：水口昌彦
- 制作協力：BEE BRAIN、CONTROL
- 制作：フジテレビ第二制作部
- 制作著作：フジテレビジョン

## ネット局
（1999年10月当時）
| 放送対象地域   | 放送局                    | 系列                          | 放送時間                        | 遅れ日数   | 備考                                                |
| -------------- | ------------------------- | ----------------------------- | ------------------------------- | ---------- | --------------------------------------------------- |
| 関東広域圏     | フジテレビ（CX）          | フジテレビ系列                | 日曜日 13:30 - 14:00            | 同時ネット | ※制作局                                             |
| 北海道         | 北海道文化放送（uhb）     | フジテレビ系列                | 日曜日 13:30 - 14:00            | 同時ネット | 1999年4月よりネット開始                             |
| 岩手県         | 岩手めんこいテレビ（mit） | フジテレビ系列                | 日曜日 13:30 - 14:00            | 同時ネット |                                                     |
| 山形県         | さくらんぼテレビ（SAY）   | フジテレビ系列                | 日曜日 13:30 - 14:00            | 同時ネット |                                                     |
| 宮城県         | 仙台放送（OX）            | フジテレビ系列                | 火曜日 19:30 - 20:00            | 2日遅れ    | 土曜18:30枠時代に同時ネット 1999年4月よりネット再開 |
| 長野県         | 長野放送（NBS）           | フジテレビ系列                | 木曜日（水曜日深夜）1:00 - 1:30 | 3日遅れ    |                                                     |
| 福井県         | 福井テレビ（FTB）         | フジテレビ系列                | 土曜日 18:30 - 19:00            | 6日遅れ    |                                                     |
| 近畿広域圏     | 関西テレビ（KTV）         | フジテレビ系列                | 金曜日（木曜日深夜）1:00 - 1:30 | 4日遅れ    |                                                     |
| 岡山県・香川県 | 岡山放送（OHK）           | フジテレビ系列                | 水曜日（火曜日深夜）1:00 - 1:30 | 2日遅れ    |                                                     |
| 福岡県         | テレビ西日本（TNC）       | フジテレビ系列                | 土曜日 14:00 - 14:30            | 6日遅れ    |                                                     |
| 長崎県         | テレビ長崎（KTN）         | フジテレビ系列                | 土曜日 18:30 - 19:00            | 6日遅れ    |                                                     |
| 大分県         | テレビ大分（TOS）         | フジテレビ系列 日本テレビ系列 | 火曜日 19:30 - 20:00            | 2日遅れ    |                                                     |

それ以前のネット局
- テレビ静岡
- 東海テレビ

ほか

## 関連番組
- LOVE LOVEあいしてる - 本番組進行の坂崎・篠原がレギュラー出演していた音楽バラエティ番組。スタッフがほぼ共通している。
- MJ -MUSIC JOURNAL- - 1992年10月から1994年3月まで水曜22時台にて放送されていた生放送音楽情報番組。司会は古舘伊知郎･加山雄三･田中律子。

| フジテレビ 土曜18:30枠                               | フジテレビ 土曜18:30枠              | フジテレビ 土曜18:30枠                   |
| 前番組                                               | 番組名                              | 次番組                                   |
| ---------------------------------------------------- | ----------------------------------- | ---------------------------------------- |
| 烈火の炎 （関東ローカル枠に降格） 【ここまでアニメ】 | MUSIC HAMMER 【当番組のみ音楽番組】 | 花さか天使テンテンくん 【再びアニメ】    |
| フジテレビ 日曜13:30枠                               |                                     |                                          |
| ねばぎば!TOKIO                                       | MUSIC HAMMER                        | 13:30 - 卵の館13:50 - うなぎのぼり研究所 |